# École Saint-François-de-Sales (Dijon)
L'école Saint-François-de-Sales est un édifice situé dans la ville de Dijon, dans la Côte-d'Or en région Bourgogne-Franche-Comté.

## Histoire
Elle fut construite en 1541, l'architecte est Suisse Charles.
La chapelle, les façades et les toitures du petit pavillon du XVIe siècle qui la précède sont inscrites au titre des monuments historiques par arrêté du 29 octobre 1975.